# Area archeologica di via Casimiro (Brindisi)
L'area archeologica di via Casimiro è situata a Brindisi nell'omonima via, all'incrocio con via de'Muscettola.
Venne scoperta nel 1957 durante la costruzione dell'allora Istituto Autonomo Case Popolari, riportando alla luce i resti di un edificio pubblico di epoca imperiale (II secolo d.C.) e i pavimenti di abitazioni risalenti all'epoca repubblicana (II-I secolo a.C.). Gli scavi archeologici si protrassero fino al 1959 e il tutto portò a una modifica del progetto iniziale del palazzo, per poi realizzare nel 1962 delle parziali coperture, quali il portico del palazzo IACP e un cavalcavia su via Casimiro.

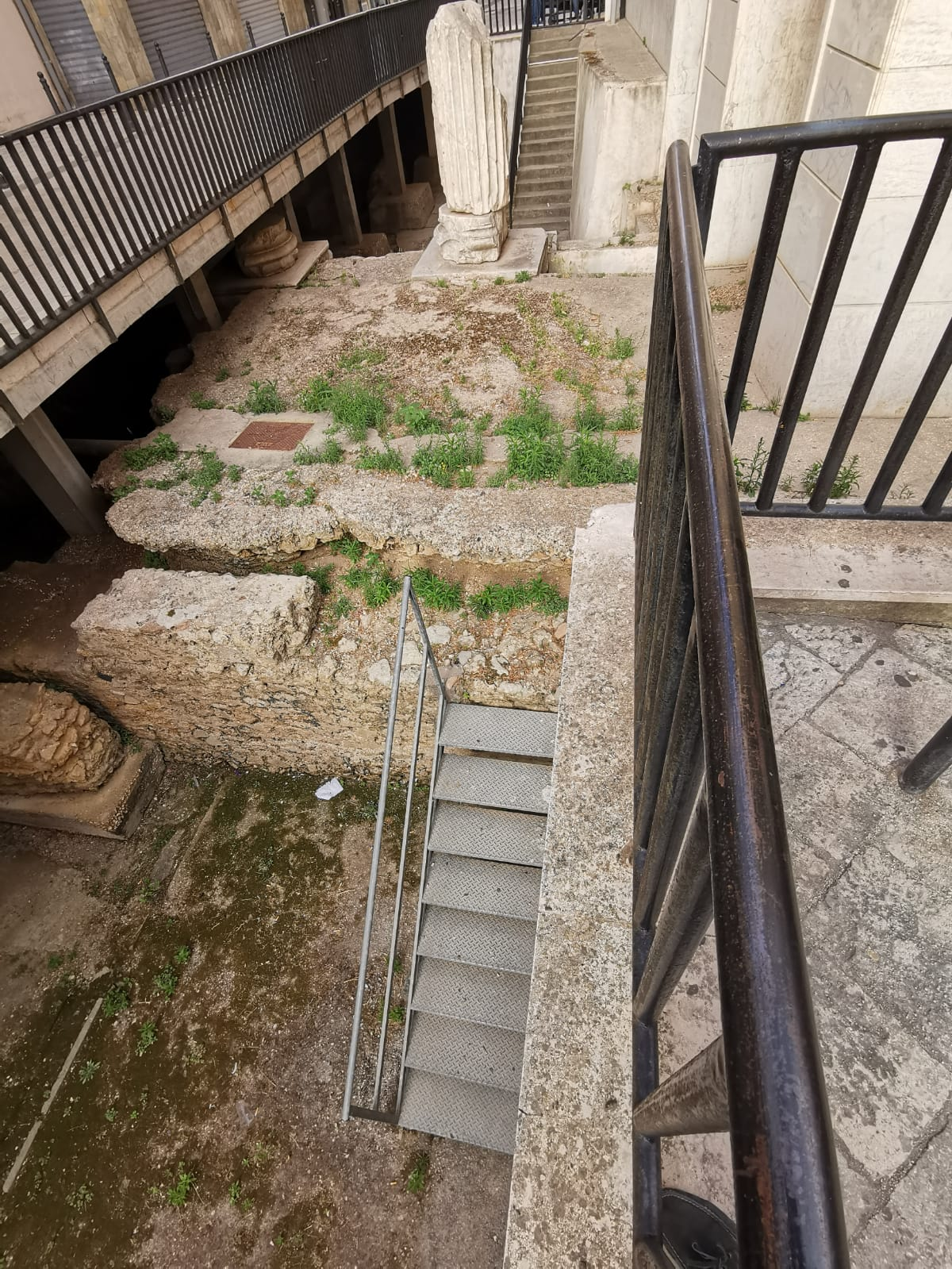
Pavimento di età imperiale
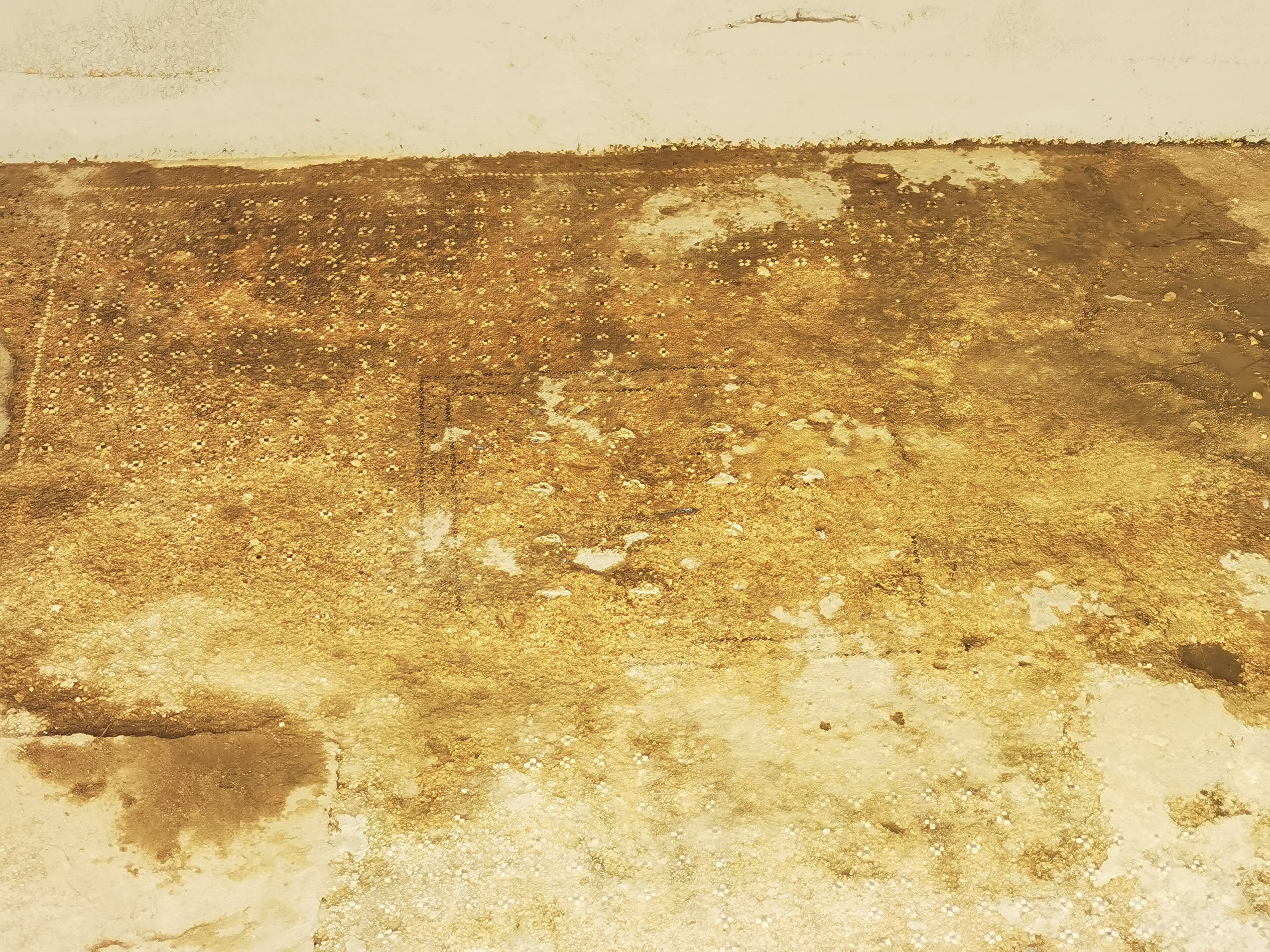
Pavimento di età repubblicana - lato est
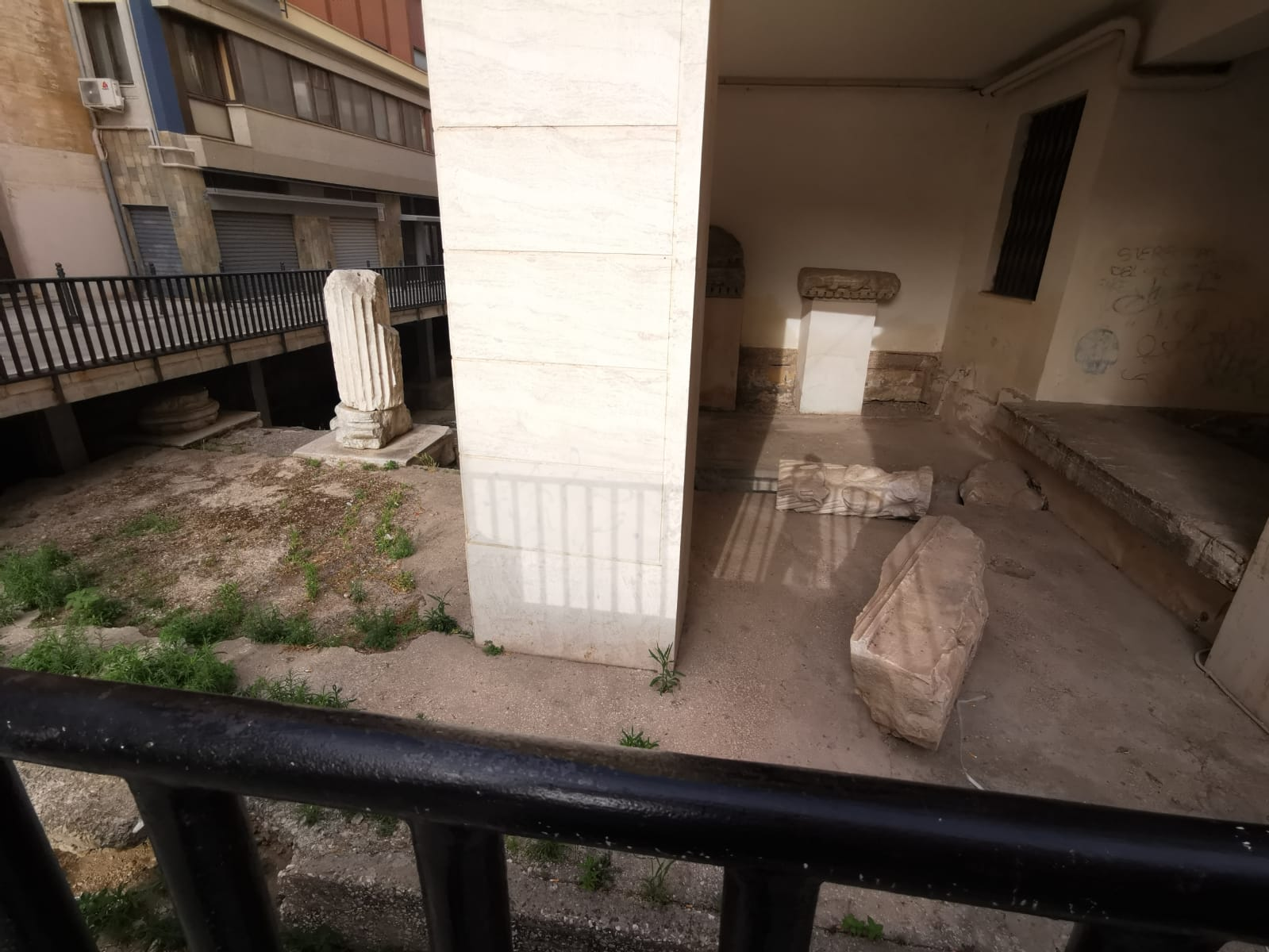
Resti del porticato
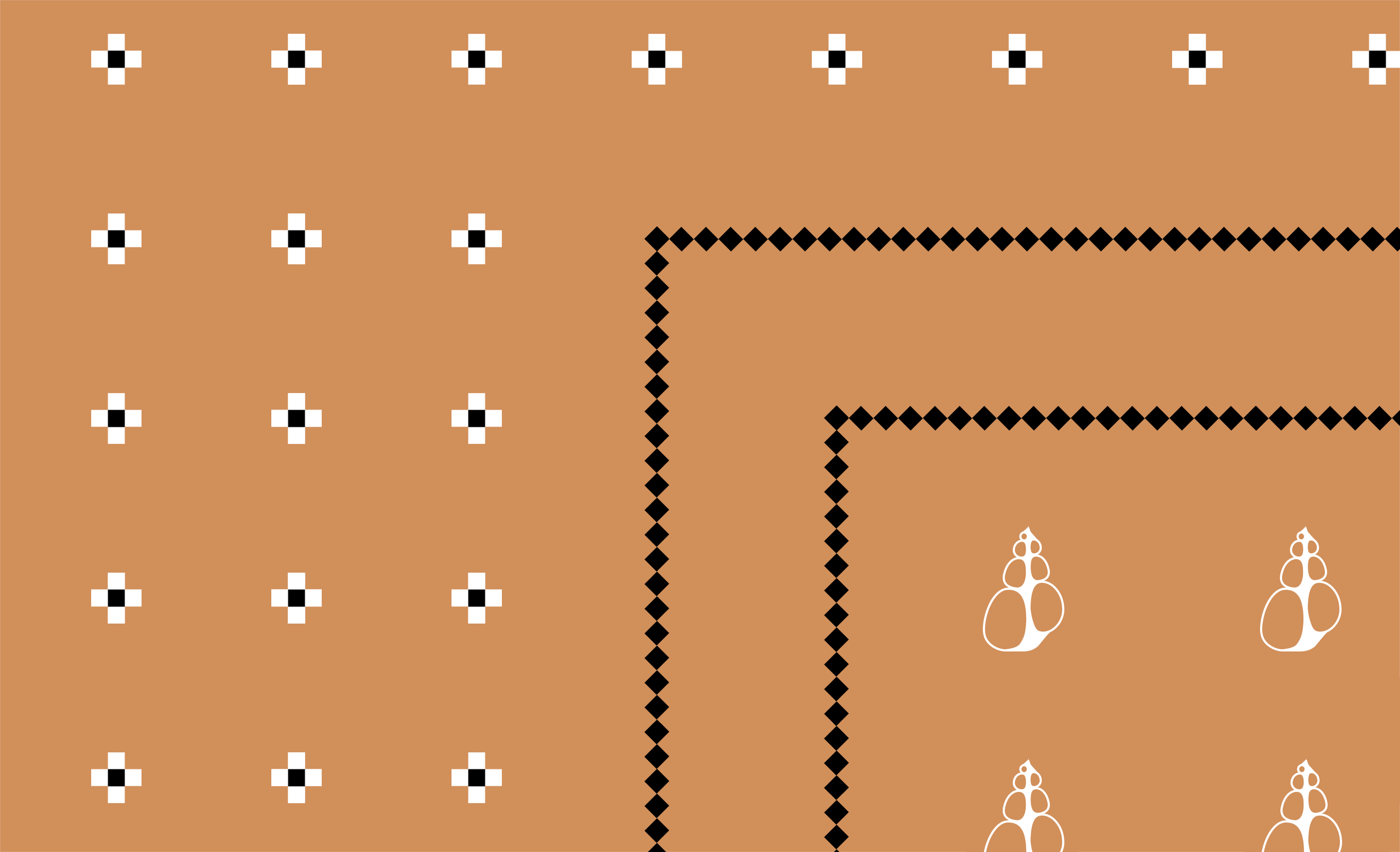
Schema del pavimento di età repubblicana

Oggi si possono vedere i resti marmorei del porticato di un edificio monumentale, posti su basamenti di cemento. A -1,60 m ci sono i resti del pavimento di età imperiale, costituito da cocciopesto, ma in parte deteriorato dagli agenti atmosferici e dalla crescita di piante spontanee. A un livello inferiore ci sono i resti del pavimento di età repubblicana, presumibilmente appartenuti ad abitazioni, successivamente demolite per far posto all'edificio di età traianea. Il pavimento di età repubblicana sul lato ovest è costituito da un cocciopesto decorato con scaglie bianche irregolari. Sul lato orientale, invece, si vede sotto il cavalcavia un pavimento decorato da un mosaico con una rete di tessere nere circondate, ognuna, da 4 tessere bianche. Al centro è posto un emblema a decorazione policroma, circondato da una cornice 120 x 120 cm composta da due file di tessere nere e, tra di esse, un motivo di tessere nere ormai illeggibile. Su quattro file a intervalli regolari si trovano anche 16 gusci di conchiglia spiraliformi, sezionati e riempiti da pasta vitrea colorata. La raffinatezza del riquadro centrale lascia ipotizzare che appartenesse a un triclinio. All'estremo est dell'area è visibile la base di una muratura costituita da grossi blocchi di tufo squadrati, sottostanti a una muratura in opera listata. In questo muro è stato aperto un varco, successivamente richiuso.
Dagli scavi sono stati riportati alla luce anche alcuni reperti conservati nel museo archeologico provinciale Francesco Ribezzo, quali la lastra votiva che raffigura un volatile beccare un ramo e un sarcofago cristiano in pietra locale, con croci in rilievo a braccia uguali e il lastrone di copertura spezzato. Sono riconducibili al VII secolo e originari della chiesa di San Pelino. Vennero rinvenuti anche numerosi frammenti di intonaco, di anfore, di lucerne, frammenti marmorei ed una testa in marmo di età antonina, attribuita ad Antinoo e conservata nel museo archeologico nazionale di Taranto.